# عقد معلق
عقد معلق على عكس العقد الباطل، هو عقد صحيح والذي من الممكن أن يكون إما مؤكدًا أو مرفوضًا عند وجود خيار لأحد الأطراف. على الأغلب، أحد أطراف العقد يكون ملزما. ويجوز للطرف الغير ملزم أن يرفض العقد، وفي ذلك الوقت يصبح العقد باطل.
تشمل الأسباب النموذجية التي تجعل العقد معلق تتضمن: الإكراه، التأثير لا مبرر له، تحريف أو الغش. من الممكن أن يعقد العقد من القاصر. يكون العقد معلقاً إذا كان أحد الأطراف قاصراً، القاصر فقط يستطيع أن يُبطل هذا العقد عن طريق وضع مدة قليلة ومناسبة بعد إبرام العقد حتى يبلغ سند الرشد. وبعد الفترة الزمنية المعقولة، يعتبر العقد مبرم ولا يمكن إلغاؤه. من الأمثلة الأخرى عقود العقارات، عقود المحامين، إلخ.
عندما يتم إبرام العقد دون وجود إراده حره عند الطرف، اعتبر العقد معلق. ينص تعريف القانون على أن العقد المعلق غير ملزم في وجود الخيار في العقد من طرف واحد أو أكثر ولكن ليس عند الأطراف الأخرى. العقد المعلق يمكن اعتباره صحيح إذا لم يتم إلغاؤه من قبل الطرف المتضرر في غضون الفترة الزمنية المعقولة.